# Рочдейл
 Тази статия е за града.  За общината вижте Рочдейл (община).  
Рочдейл (на английски: Rochdale) е търговски град в северната част на област Голям Манчестър – Англия. Той е административен и стопански център на едноименната община. Населението на града към 2001 година е 95 796 жители, а цялата община има население от 206 500 жители.

## История
Исторически, част от област Ланкашър, първите свидетелства за града се срещат във „Вековната книга“ (на английски: Domesday Book) от 1086 година, където е споменат под името Recedham Manor. Средновековната енория на Рочдейл е част от район Салфордшър и е сред най-големите църковни подразделения на Англия, включващо в състава си и няколко други селища. Към 1251 година, Рочдейл е достатъчно важно селище за да получи „Кралска грамота“ за признаването му за град. Вследствие, той процъфтява бидейки в центъра на северноанглийската търговия с вълнен текстил и към началото на XVIII век вече е описван, като „забележително място с богати търговци“.
Върхът на развитието си, градът достига през ХІХ век, като главен фабрикантски град и един от центровете на текстилната индустрия по времето на индустриалната революция. През този период населението му рязко нараства. Изграденият воден Канал Рочдейл е сред основните навигационни канали на Обединеното Кралство, ставайки магистрала на търговията с вълна, памук и въглища. Социоикономическата промяна доведена от прогреса на града води до издигането му за общински център. През ХХ век, производствения капацитет на района започва да запада поради замиране на тези индустриални сфери.
В края на ХХ и началото на XXI век, Рочдейл се превръща в предимно жилищен град.

## География
Рочдейл се намира на 272 км в северозападна посока от столицата Лондон и на 16 км северно от областния център Манчестър. Разположен е на 46 метра над морското равнище в долината на река Роч, откъдето идва и името на града. Градската тъкан е превърната в част от интензивно урбанизираната агломерация на областта. Главната автомагистрала М62 преминава южно до самия град.

## Демография
Изменение на населението за период от две десетилетия 1981 – 2001 година:
| година    | 1981   | 1991   | 2001   |
| --------- | ------ | ------ | ------ |
| население | 97 292 | 94 313 | 95 796 |

## Забележителности
Кметството на града с характерната часовникова кула представлява ярък пример за архитектурата от викторианската епоха. Впечатляващи са и християнските храмове – енорийската църква „Свети Чад“, романо-готическата църква „Свети Мартин“ и централнокуполната католическа катедрала „Свети Йоан“.

## Спорт
Професионалният футболен клуб на града се казва АФК Рочдейл. Играе срещите си на стадион Спотланд, който се използва и от отбора по ръгби – Стършелите на Рочдейл.

## Личности
Родени
- Ана Фрийл (р. 1976), киноактриса